# 6호 (배틀스타 갈락티카)
6호는 공상 과학 TV 드라마인 《배틀스타 갈락티카》의 리메이크 시리즈에 등장하는 가공의 캐릭터이다. 캐나다인 배우 트리시아 헬퍼가 이 역을 연기했다. 12개의 인간형 사일런 모델 중 하나로, 다른 인간형 사일런처럼 카프리카 식스, 쉘리 고프리, 지나 인비어, 나탈리 파우스트, 린다, 소냐 등의 여러 복사체가 존재한다. 특정한 하나의 인간식 이름만을 쓰지 않는 유일한 모델이다.

6호라는 이름은 드라마 《더 프리즈너》에 등장하는 패트릭 맥구한의 캐릭터 이름에서 따왔다.

## 외모 및 성격 특성
6호는 매혹적이고 아름다운 여성 인간형 사일런이다. 사일런에 인간의 형태와 감정을 적용시킬 수 있음을 보여준 첫 번째 사례이다. 어린 시절의 행적에 대해선 거의 알려진 바가 없다. 그는 다른 사일런들처럼 원래의 몸이 죽어도 '다운로드'를 통해 새로운 몸으로 기억을 전송, 유지시킬 수 있다. 그의 몸은 인간의 육체를 세포 단계까지 모방하여 디자인 된 것으로, 각종 실험 절차로도 그가 사일런임을 판별하는 것은 거의 불가능하다. 동시에 여러 개의 모델이 활동하며, 8호와 함께 인간형 사일런들 중 가장 많이 나타나는 모델이다. 6호는 모델마다 각각의 개인적인 특성을 가지려는 경향이 있으며 인간의 감정 체계를 상당히 잘 받아들인다. 6호들은 매우 뛰어난 능력과 적응력을 갖고 있지만 언제나 자신에게 주어진 임무를 경멸하는 모습을 보이며, 소모품으로 취급되는 것을 싫어한다. 카프리카 식스, 쉘리 고프리, 소냐 등 대부분의 6호들은 백금색 머리를 갖고 있으며 지나 인비어, 나탈리 파우스트, 리다 등은 어두운 금발이다. 검은색 머리를 가진 6호도 한 모델이 있다.

카프리카의 작가 케빈 머피는 6호가 조이 그레이스톤을 모델로 제작된 것이라고 밝혔다.

## 모델별 특성
6호의 복사체들은 사일런 사회에서 주기적으로 등장한다. 그 중 몇몇 모델은 중요한 역할을 맡고있다.

### 카프리카 식스 (Caprica-Six)
미니시리즈에서, 6호는 가이우스 발타와 격렬한 성관계를 갖는다. 그는 라이벌 컴퓨터 회사의 직원을 가장하여 발타의 콜로니 방어 시스템 작업을 도우며 그를 유혹한다. 그 뒤 자신의 본성을 드러낸 6호는 발타가 자신에게 준 비밀 정보를 이용해 콜로니 방어 시스템에 잠입했으며, 사일런들이 이를 이용해 콜로니의 군사망을 무력화시키고 12 콜로니를 공격할 것임을 그에게 알려준다. 바로 그 날 사일런들의 공격이 시작되고 대부분의 인류가 사망한다. 6호는 자신의 몸을 이용해 발타를 폭발로부터 지켜주고, 그의 몸을 희생하여 발타의 목숨을 구한다.

"Downloaded"편에서, 6호는 새 몸으로 다운로드되었다. 콜로니의 방어망을 무력화시켜야 하는 자신의 임무를 완벽하게 수행한 6호는 사일런 사회에서 영웅이 되어 있었고, 동료 사일런들은 그에게 '카프리카 식스'라는 별칭을 붙여준다. 그는 다운로드 되기 전에 느꼈던 감정들을 모두 가지고 있다. 또한 다운로드 된 이후로 그의 눈에만 보이는 발타의 환영이 끊임없이 나타나는데, 이 "머리 속의 발타"는 진짜 발타에게 나타나는 6호의 환영처럼 그에게 엄격한 조언자이자 조종자의 역할을 한다. 카프리카 식스는 갈락티카 호에서 죽은 뒤 부활한 샤론 발레리의 적응을 도우다 점차 함께 뜻을 모은다. 그들은 사무엘 엔더스를 구하기 위해 3호를 죽이고, 카프리카에 있는 존 캐빌의 용인 아래 모든 사일런들에게 신의 뜻에 따라 인간과 함께 평화를 이룩해야 함을 설파한다. 결국 사일런들은 카프리카 시를 떠나 다시 인간들을 추적하기 시작하고, 결국 뉴 카프리카에 정착해있던 인간 생존자들을 기습, 새로운 콜로니 정부의 대통령이 된 발타의 무조건 항복을 받아내고 무혈 쿠테타에 성공하게 된다.